# Calycomyza ambrosiae
Calycomyza ambrosiae är en tvåvingeart som beskrevs av Frick 1956. Calycomyza ambrosiae ingår i släktet Calycomyza och familjen minerarflugor. Inga underarter finns listade i Catalogue of Life.